# 황보탁
황보탁(皇甫倬)은 고려의 문신이다. 본관은 영천(永川)이다. 1154년(의종 8년) 과거에 장원 급제하고, 대사성(大司成)을 지냈다.

## 생애
1154년(의종 8년) 4월 과거에 장원으로 급제하였다.
1178년(명종 8년) 각 도에 찰방사(察訪使)를 분견(分遣)할 때 황보탁(皇甫倬)은 기거주(起居注)로서 춘주도(春州道)에 파견되어 백성의 애로 사항을 살피고, 관리와 봉사자(奉使者)들의 상벌을 10년 이전까지 고과하여 조사하였다. 이 때 탄핵을 받은 자가 800여 명이었다.
1186년(명종 16년) 4월에 동지공거(同知貢擧)로서 진사를 선발하였고, 7월에는 대사성(大司成)으로서 국자시(國子試)를 주관하였다.